# Гаренамотсе, Габле
Габле Гаренамотсе (англ. Gable Garenamotse; род. 28 февраля 1977, Гумаре, Северо-Западный округ) — ботсванский легкоатлет, специалист по прыжкам в длину и тройным прыжкам. Выступал за сборную Ботсваны по лёгкой атлетике в период 1996—2010 годов, чемпион Всеафриканских игр, двукратный серебряный призёр Игр Содружества, рекордсмен страны, участник двух летних Олимпийских игр.

## Биография
Габле Гаренамотсе родился 28 февраля 1977 года в городе Гумаре Северо-Западного округа Ботсваны.
Занимался лёгкой атлетикой в Кардиффе, Великобритания, проходил подготовку в местных легкоатлетических клубах UWIC и Cardiff AAC.
Впервые заявил о себе на международной арене в 1996 году, выступив на юниорском мировом первенстве в Сиднее — закрыл тридцатку сильнейших в прыжках в длину и занял 14 место в тройном прыжке.
В 1998 году вошёл в основной состав ботсванской национальной сборной и выступил на Играх Содружества в Куала-Лумпуре, где стал шестым в программе тройного прыжка и с результатом 16,05 метра установил национальный рекорд Ботсваны.
На чемпионате мира 1999 года в Севилье занял 42 место в прыжках в длину и 38 место в тройном прыжке. На Всеафриканских играх в Йоханнесбурге в тех же дисциплинах был одиннадцатым и шестым соответственно.
Начиная с 2001 года специализировался исключительно на прыжках в длину, в частности в этом сезоне выиграл бронзовую медаль в данной дисциплине на летней Универсиаде в Пекине.
В 2002 году побывал на Играх Содружества в Манчестере, откуда привёз награду серебряного достоинства — уступил здесь только англичанину Нейтану Моргану. Кроме того, показал восьмой результат на чемпионате Африки в Радесе.
На мировом первенстве 2003 года в Париже занял 29 место, тогда как на Всеафриканских играх в Абудже был пятым.
В 2004 году отметился выступлением на чемпионате мира в помещении в Будапеште, где занял 18 место. Благодаря череде удачных выступлений удостоился права защищать честь страны на летних Олимпийских играх в Афинах — в программе прыжков в длину показал результат 7,78 метра и не смог квалифицироваться с ним в финал.
После афинской Олимпиады Гаренамотсе остался в составе легкоатлетической команды Ботсваны на ещё один олимпийский цикл и продолжил принимать участие в крупнейших международных соревнованиях. Так, в 2006 году он выиграл серебряную медаль на Играх Содружества в Мельбурне, уступив только представителю Ганы Игнисиусу Гайсе, и стал четвёртым на чемпионате Африки в Бамбусе. На соревнованиях в Германии установил национальной рекорд Ботсваны, прыгнув на 8,27 метра.
В 2007 году одержал победу на Всеафриканских играх в Алжире и закрыл двадцатку сильнейших чемпионате мира в Осаке.
В 2008 году показал четвёртый результат на мировом первенстве в помещении в Валенсии и седьмой результат на африканском первенстве в Аддис-Абебе. Находясь в числе лидеров ботсванской национальной сборной, благополучно прошёл отбор на Олимпийские игры в Пекине — на сей раз вышел в финал и с результатом 7,85 метра расположился в итоговом протоколе соревнований на девятой строке.
В 2009 году стартовал на мировом первенстве в Берлине, став в прыжках в длину седьмым.
Последний раз показал сколько-нибудь значимый результат на международном уровне в сезоне 2010 года, когда занял 15 место на чемпионате мира в помещении в Дохе.